# Pavao iz Sulmone
 Pavao iz Sulmone (Zadar, 14. stoljeće ), talijanski graditelj i kipar.
Djelovao je u Zadru i Pagu krajem 14. stoljeća. 1389. izgradio je svetište zadarske crkve sv. Mihovila prema nacrtu Andrije Desina. Kasnije odlazi na Pag. 
Godine 1392. na crkvi sv. Marije u Starom Pagu izgradio je novo pročelje na kome se i potpisao. Godine 1398. u Zadru radi sakristiju crkve sv. Spasa i na kapeli sv. Šimuna u crkvi sv. Marije.